# Premierzy Australii Zachodniej

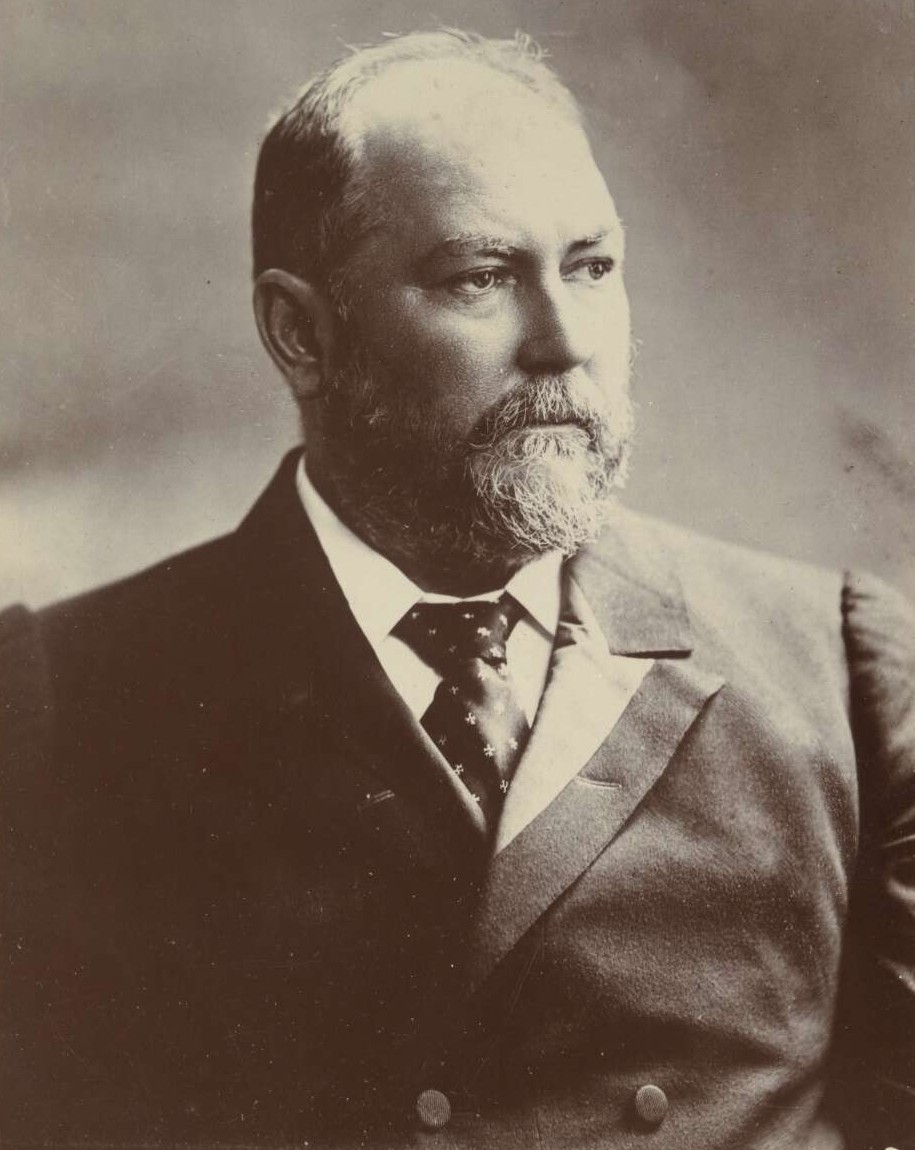
Pierwszy premier Australii Zachodniej, John Forrest

Premier Australii Zachodniej (Premier of Western Australia) jest faktycznie najwyższym urzędnikiem władzy wykonawczej w stanie Australia Zachodnia (formalnie wyżej od niego sytuuje się gubernator). Choć formalnie premiera mianuje gubernator, w praktyce zostaje nim automatycznie lider partii lub koalicji posiadającej najwięcej mandatów w izbie niższej parlamentu stanowego. Następnie premier mianuje ministrów, tworzących wraz z nim gabinet stanowy.
Urząd ten powstał w grudniu 1890, kiedy Australia Zachodnia – jako ostatnia z kolonii brytyjskich na kontynencie australijskim – uzyskała autonomię.

## Lista premierów
- 1890-1901: John Forrest
- 1901: George Throssel
- 1901: George Leake
- 1901: Alf Morgan
- 1901-1902: George Leake
- 1902-1904: Walter James
- 1904-1905: Henry Daglish
- 1905-1906: Cornthwaite Rason
- 1906-1910: Newton Moore
- 1910-1911: Frank Wilson
- 1911-1916: John Scaddan
- 1916-1917: Frank Wilson
- 1917-1919: Henry Lefroy
- 1919: Hal Colebatch
- 1919-1924: James Mitchell
- 1924-1930: Philip Collier
- 1930-1933: James Mitchell
- 1933-1936: Philop Collier
- 1936-1945: John Willcock
- 1945-1947: Frank Wise
- 1947-1953: Ross McLarty
- 1953-1959: Albert Hawke
- 1959-1971: David Brand
- 1971-1974: John Tonkin
- 1974-1982: Charles Court
- 1982-1983: Ray O’Connor
- 1983-1988: Brian Burke
- 1988-1990: Peter Dowding
- 1990-1993: Carmen Lawrence
- 1993-2001: Richard Court
- 2001-2006: Geoff Gallop
- 2006-2008: Alan Carpenter
- 2008-2017: Colin Barnett
- od 2017: Mark McGowan